# Wianki

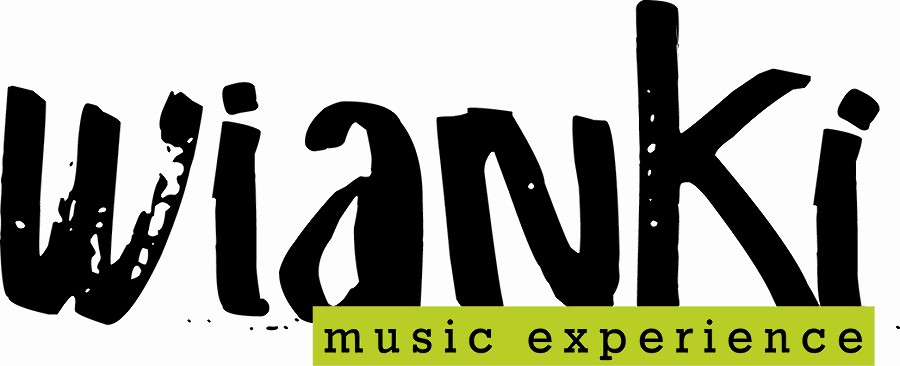
El logotipo de Wianki

Wianki es un evento cultural, inspirado en uno de los rituales locales vinculados al solsticio de verano. Es un evento anual celebrado en Cracovia, bajo la colina del Castillo Wawel y en las dos riberas del Vístula (en Debniki). Contrariamente a la convicción popular no se trata de una tradición de Cracovia, sino de una costumbre varsoviana que llegó a Cracovia a mediados del siglo XIX (como explica Grabowski en su libro “Dawne zwyczaje krakowskie”).

## Historia
Wianki, en su forma actual de un evento de masas cíclico, existe desde 1992, momento en el que el Ayuntamiento de Cracovia asume su patrocinio. Sin embargo, la tradición de celebrar la fiesta el día solsticio de verano se remonta a los primeros tiempos. Originalmente se celebraba como una fiesta religiosa pagana. Después del cristianización de Polonia, la tradición se transforma gradualmente, manteniendo los ciertos rituales como fogatas, adivinaciones, echar al agua las coronas de flores, saltos del fuego, fumar hierbas de prado. La noche se llamaba también Sobótka o noc świętojańska. 
Durante 1795 - 1918, especialmente después de la incorporación de Cracovia al Austria-Hungría, el Wianki adquirieron el carácter de una manifestación patriótica. En esta ocasión, se mencionó la figura de Wanda de la leyenda sobre el rey de Krak.
Antes de la Primera Guerra Mundial, la Sociedad Polaca de Gimnasia "Sokół" era responsable de la organización del Wianki.
Durante la Segunda República Polaca el Wianki fue incluido en una serie de eventos organizados como parte de los Días de Cracovia, manteniendo y desarrollando los elementos patrióticos del espectáculo.
Después de la Segunda Guerra Mundial, el Wianki se convirtió en un evento de tipo luz y sonido, un espectáculo organizado a gran escala al aire libre. El evento consistió en una parte dramática, en la que se presentaron obras teatrales, y en el espectáculo final de fuegos artificiales. En los años 70, el concepto de mecenazgo mediático no era conocido en Polonia, sin embargo, este tipo de cuidado del evento fue asumido por "Gazeta Krakowska".
Después de la imposición de la ley marcial, el Wianki no tuvo lugar oficialmente hasta 1992, y desde entonces ha sido un evento cultural anual, que incluye espectáculos musicales, funciones teatrales, un concurso de la corona de flores más bella, espectáculos de fuegos artificiales y otras atracciones.
El evento está organizado por la Oficina del Festival de Cracovia.

## Artistas musicales durante el Wianki actual
- 2000 (24 de junio) – Brathanki, Maanam
- 2001 – Wianki fue cancelado debido a las fuertes lluvias
- 2002 (22 de junio) – Myslovitz, Renata Przemyk
- 2003 (21-22 de junio) – Kayah, Maryla Rodowicz
- 2004 (26 de junio) – De Mono, Reni Jusis
- 2005 (25 de junio) – Budka Suflera, Krystyna Prońko, Izabela Trojanowska, Patrycja Gola, Felicjan Andrzejczak, Sebastian Riedel, banda Bracia
- 2006 (24 de junio) – Lech Janerka, Marillion
- 2007 (23 de junio)
  - artistas polacos: Daab, Lombard, Mr. Zoob, Róże Europy, Banda i Wanda
  - artistas extranjeros: Alphaville, Bananarama, Desireless, Gazebo, Ali Campbell de la banda UB40
- 2008 (21 de junio) – Jamiroquai, Smolik, Novika, Mosqitoo, June, Loco Star
- 2009 (20 de junio) – Lenny Kravitz, The Poise Rite, Wilki, Vavamuffin, Patrycja Markowska
- 2010 – el concierto de la banda Kosheen, Brainstorm y otros artistas polacos no tuvieron lugar debido a la inundación
- 2011 (25 de junio) – SOFA, The Poise Rite, Pablopavo, Marika, Wyclef Jean

- Datos: Q9372432